# Kraftwerk Perlen
Das Kraftwerk Perlen ist ein Laufwasserkraftwerk an der Reuss in Perlen (Buchrain) und Root im Kanton Luzern. Es gehört der Perlen Papier AG.

## Geschichte
Der Gründer der Bell Maschinenfabrik in Kriens, August Bell, machte 1862 den Vorschlag, einen 3,2 Kilometer langen Reusskanal zu bauen, um in Perlen eine Spinnerei zu errichten. Sein Sohn Theodor änderte das Projekt ab und schlug eine Fabrik zur Herstellung von Holzschliff und Papier vor. Damit wurde die industrielle Entwicklung in Perlen (Buchrain) eingeleitet. Theodor Bell baute ab 1869 die Turbinen für die beiden Wasserkraftwerke und die zwei Papiermaschinen für die Papierfabrik, was als Pionierleistung für die Innerschweiz galt.
1872 gründeten August Bell und sein Sohn Theodor in Perlen eine Holzstofffabrik, die 1873 um eine Papierfabrik erweitert wurde. Im Verwaltungsrat sassen Zürcher, Basler und Berner Seiden- und Papierfabrikanten. Die Papierfabrik und die Holzfabrik betreiben seit der Firmengründung je ein Wasserkraftwerk, welche über einen Fabrikkanal Wasser aus der Reuss beziehen. Das Wasserkraftwerk Perlen 1 (Holzfabrik) befindet sich oberhalb (flussaufwärts) des Wasserkraftwerks Perlen 2 (Papierfabrik).

Reuss mit Reusswehr, Reusskanal mit Kraftwerk Perlen 1 (Holzfabrik) und Perlen 2 (Papierfabrik, im Hintergrund), 1965

Anfangs des 20. Jahrhunderts wurde das Wasserkraftwerk der Papierfabrik mit vier Generatorturbinen der Firma Voith elektrifiziert. Parallel dazu trieben drei neue Turbinen mit rein mechanischer Kraftübertragung eine gemeinsame Königswelle an. Diese Turbinenwelle trieb über Riementriebe Mahlmaschinen (Papierholländer) zur Stoffaufbereitung an. In den 1940er Jahren wurde die Holländerturbinenwelle an einen Generator gekoppelt. Die sieben Turbinen leisteten bis in die 1980er Jahre ohne grössere Investitionen ihren Dienst.
Die oberliegende Wasserturbinenanlage der Holzfabrik wurde 1981 komplett erneuert und mit einer Kaplan-S-Rohrturbine ausgerüstet. 
Mitte der 1990er Jahre musste über die Wasserturbinenanlage der Papierfabrik zwischen Stilllegung oder Erhalt entschieden werden, nachdem die letzte der alten Turbinen ausfiel und eine Reparatur nicht mehr wirtschaftlich war. Die beiden Wasserkraftwerke der Papierfabrik Perlen gehören zu den kleinen Niederdruck-Wasserkraftwerken. Das kleine Nutzgefälle und die kleine Leistung führen zu hohen Energiegestehungskosten. Deshalb musste für die Erneuerung eine innovative, kostengünstige Lösung gefunden werden.
Die Papierfabrik entschied sich für die Gesamterneuerung der Anlage mit drei vertikalen Kaplanturbinen, die 1999 erfolgte. Mit der erstmals in der Schweiz angewandten Technik der Saughebung («vollgeheberte» Turbine) konnten die Erstellungskosten um 20 % gesenkt und geringere Betriebskosten erzielt werden. 
Die drei einfachregulierten vertikalen Axialturbinen erzielen eine Maximalleistung von je 342 Kilowatt elektrischer Leistung. Mit dieser Gesamtleistung von 1 MW (Megawatt) kann eine mittlere Jahresproduktion von rund 8 GWh erzeugt werden.
Die Perlen Papier AG stellte 2017 in Rahmen der Neukonzessionierung das Projekt zur Sanierung des Wehrs in der Reuss vor, welches beim Hochwasser 2005 beschädigt wurde.

## Heutige Produktion
Die beiden in Serie am gleichen Ausleitkanal befindlichen Wasserwerke turbinieren mit je 2,7 Metern mittlerem Nettogefälle einen über fast das ganze Jahr gleichbleibenden Wasserstrom von 45 m³/s. Die Restwassermenge beträgt 6,8 m³/s. 
Beide Wasserkraftwerke haben eine Gesamtleistung von je 1 MW (Megawatt) und eine mittlere Jahresproduktion von je rund 8 GWh.